# Voïvodie de Poméranie
Pour les articles homonymes, voir Poméranie (homonymie).
Ne doit pas être confondu avec Voïvodie de Poméranie (1466–1772), Voïvodie de Poméranie (1919-1939) ou Voïvodie de Poméranie-Occidentale.
La voïvodie de Poméranie (en polonais : Województwo pomorskie ; en cachoube : Pòmòrsczé wòjewództwò) est une des seize régions administratives (voïvodies) de la Pologne. Gdańsk en est le chef-lieu.

## Géographie
La voïvodie de Poméranie couvre une superficie de 18 293 km2. Elle est située dans le Nord de la Pologne, le long de la Baltique.

## Histoire

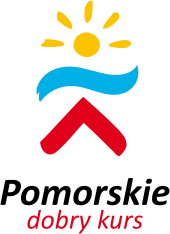
Logo de la voïvodie jusqu'en 2015.

La voïvodie est créée le 1er janvier 1999, à la suite d'une loi de 1998 qui réorganise le découpage administratif du pays, à partir de l’ancienne voïvodie de Gdańsk, d’une grande partie de l’ancienne voïvodie de Słupsk, de la partie occidentale de l’ancienne voïvodie d’Elbląg et de petites parcelles de l’ancienne voïvodie de Bydgoszcz. 
Elle reprend les territoires qui constituaient de 1945 à 1975 la voïvodie de Gdańsk et une partie de la voïvodie de Koszalin (créée en 1950 avec la partie orientale de la voïvodie de Szczecin).
Le nom de la voïvodie, qui occupe le territoire de l'ancienne Pomérélie, fait référence à la région historique de Poméranie (Pomorze). Elle correspond à la province prussienne de Prusse-Occidentale (Westpreußen) entre 1778 et 1918 et au corridor polonais et la ville libre de Dantzig de l'entre-deux-guerres.

## Subdivisions
La voïvodie de Poméranie se divise en 20 districts (powiats), dont 4 villes possédant des droits de district, et 123 communes.

## Population
La voïvodie de Poméranie compte 2 311 469 habitants au 30 juin 2016.

## Principales villes
populations au 31 décembre 2010
1. conurbation dite de la « Tricité » (Gdańsk-Gdynia-Sopot) : 742 432 habitants
  1. Gdańsk : 456 967 habitants
  2. Gdynia : 247 324 habitants
  3. Sopot : 38 141 habitants
2. Słupsk : 96 655 habitants
3. Tczew : 60 152 habitants
4. Wejherowo : 48 845 habitants
5. Starogard Gdański : 48 185 habitants
6. Rumia : 46 107 habitants
7. Chojnice : 39 919 habitants
8. Malbork : 38 278 habitants
9. Kwidzyn : 38 296 habitants
10. Lębork : 34 585 habitants

## Politique et administration

### Voïvode
Le voïvode (équivalent du préfet en France, parfois désigné en français comme gouverneur), nommé par le gouvernement polonais, est le représentant de l'État. 
|  | Début mandat | Fin mandat | Nom du voïvode        |
|  | ------------ | ---------- | --------------------- |
|  | 1999         | 2001       | Tomasz Sowiński       |
|  | 2001         | 2004       | Jan Ryszard Kurylczyk |
|  | 2004         | 2006       | Cezary Dąbrowski      |
|  | 2006         | 2007       | Piotr Ołowski         |
|  | 2007         | 2007       | Piotr Karczewski      |
|  | 2007         | 2011       | Roman Zaborowski      |
|  | 2011         | 2015       | Ryszard Stachurski    |
|  | 2015         | 2023       | Dariusz Drelich       |
|  | 2023         |            | Beata Rutkiewicz      |

### Assemblée régionale
La diétine (Sejmik Województwa Pomorskiego) est l'assemblée délibérative de la voïvodie. Elle comprend trente-trois membres élus pour un mandat de quatre ans. Elle est présidée par Jan Kleinszmidt (pl) (PO) depuis 2010.
Composition de la diétine (sejmik) de Poméranie à la suite des élections de 2024 : 
| Partis | Partis            | Sièges |
| ------ | ----------------- | ------ |
|        | Coalition civique | 20     |
|        | Droit et justice  | 10     |
|        | Troisième voie    | 3      |

Composition de la diétine (sejmik) de Poméranie à la suite des élections de 2018 :
| Partis | Partis                | Sièges |
| ------ | --------------------- | ------ |
|        | Plateforme civique    | 17     |
|        | Droit et Justice      | 8      |
|        | Parti paysan polonais | 7      |
|        | Indépendant           | 1      |

### Comité exécutif
Le Comité de la voïvodie (Zarząd województwa) exerce le pouvoir exécutif. Composé de cinq membres, désignés par la diétine régionale, il est dirigé par le maréchal, Mieczysław Struk (pl) (PO) depuis 2010.
- Jan Zarębski (1999–2002)
- Jan Kozłowski (2002–2010)
- Mieczysław Struk (2010–)

## Économie
Principaux secteurs d'activité :
- industrie

chantiers navals
industrie textile
bois et produits dérivés
agro-alimentaire
chimie et pétrochimie
papier
électromécanique
- tourisme
- construction
- protection de l'environnement
- télécommunications

## Galerie

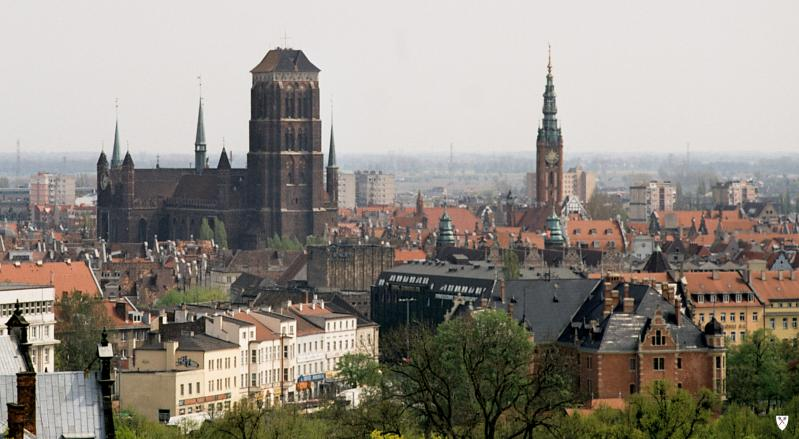
Gdańsk.
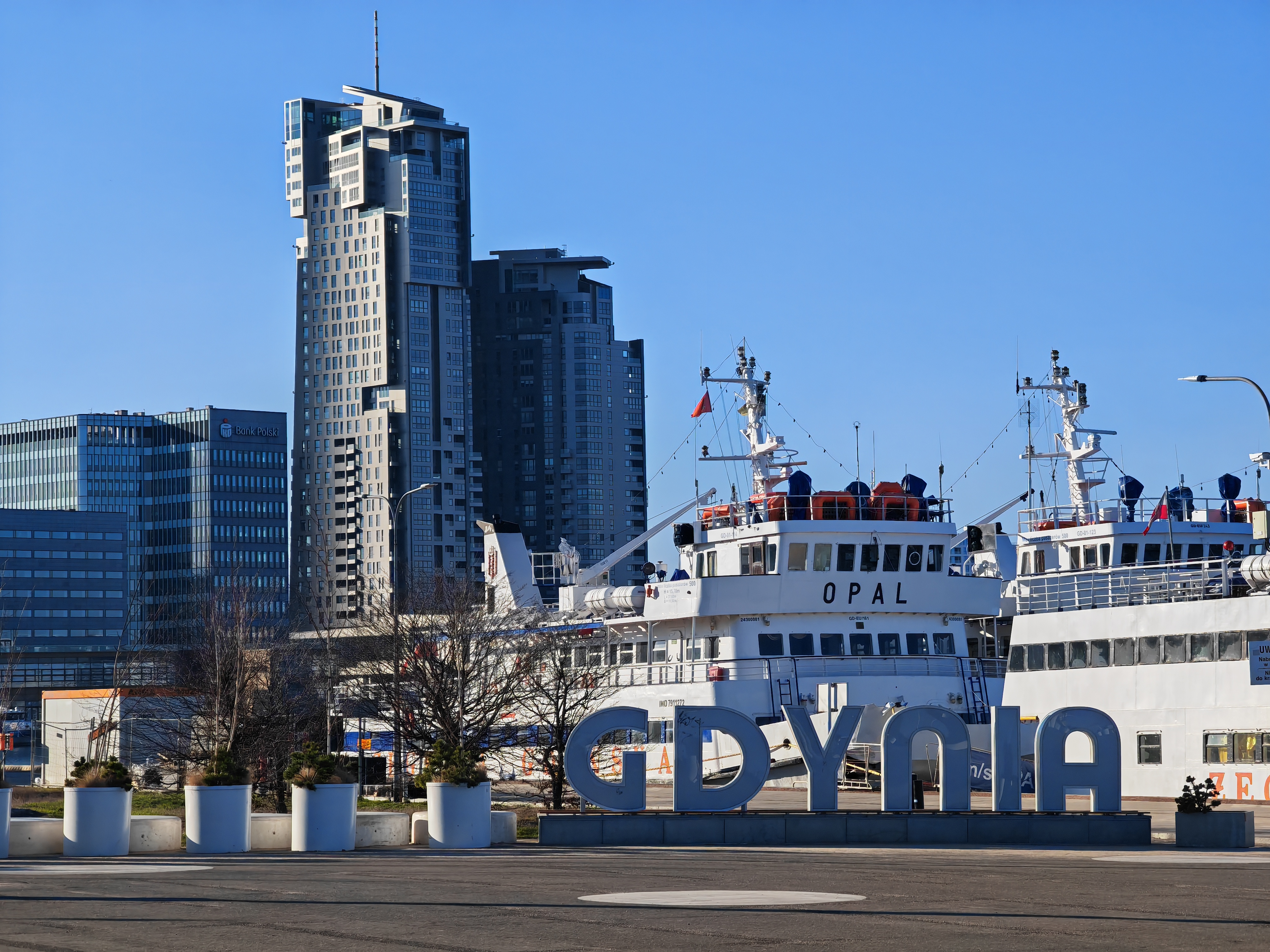
Gdynia.
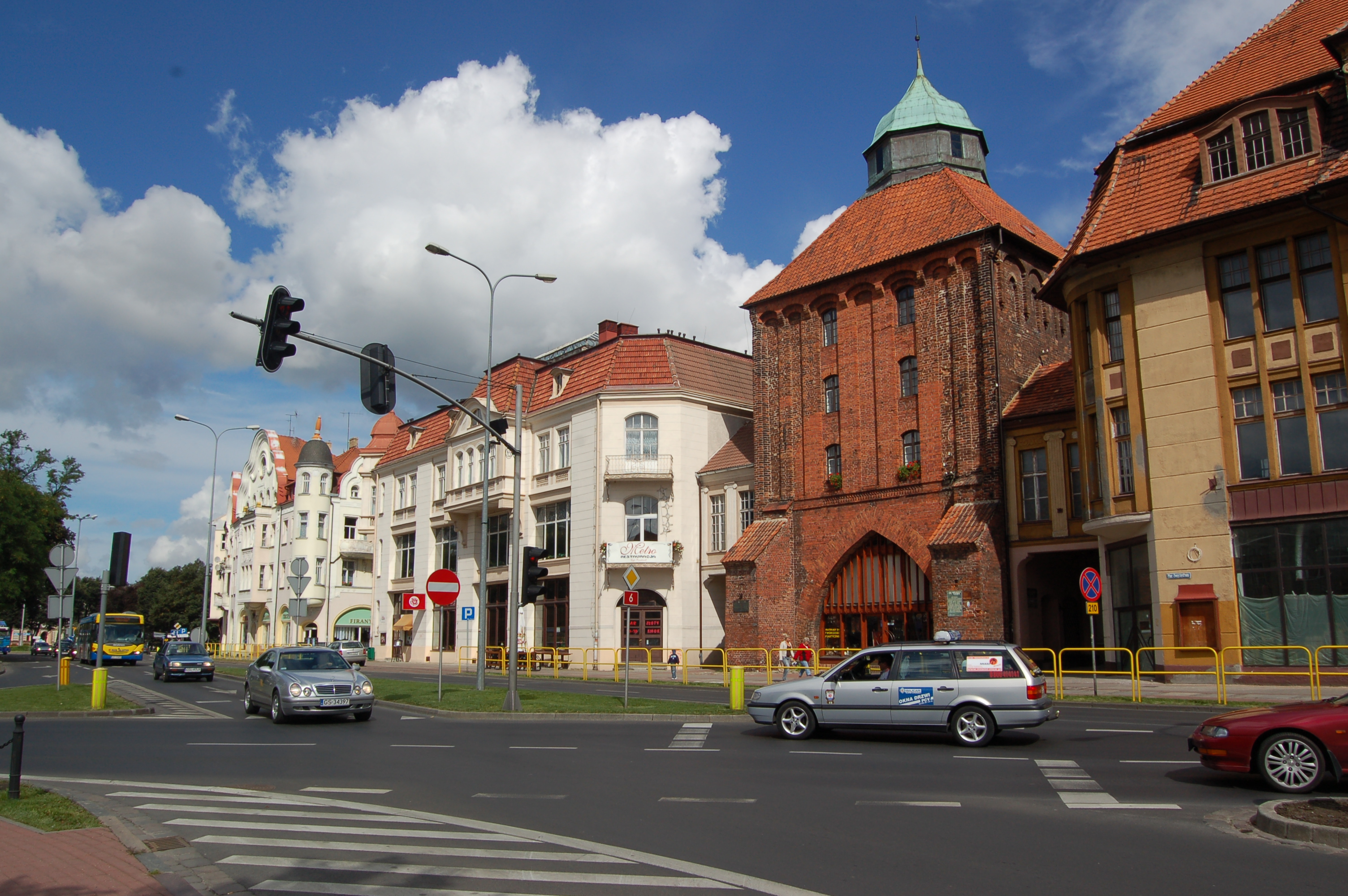
Słupsk.
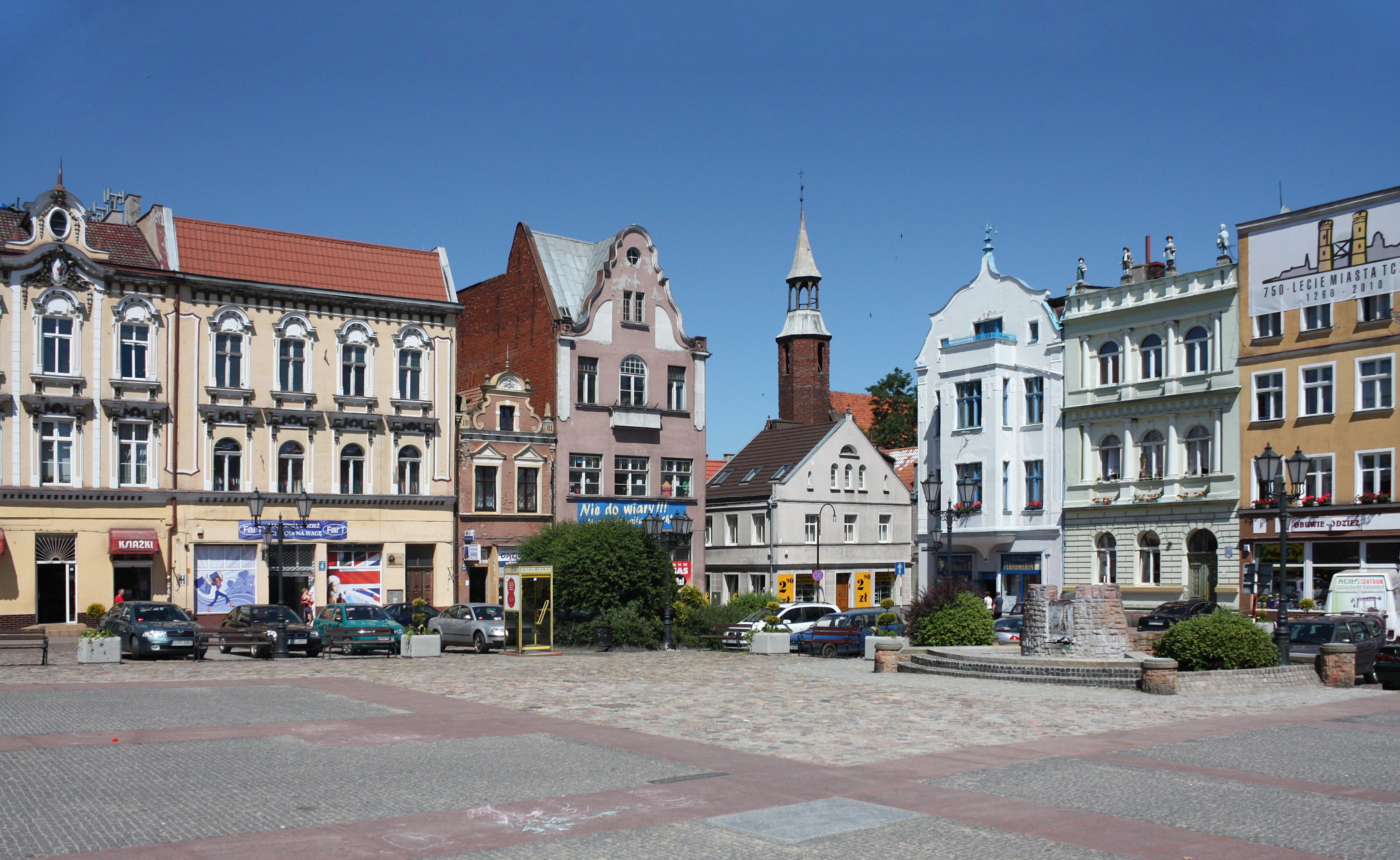
Tczew.
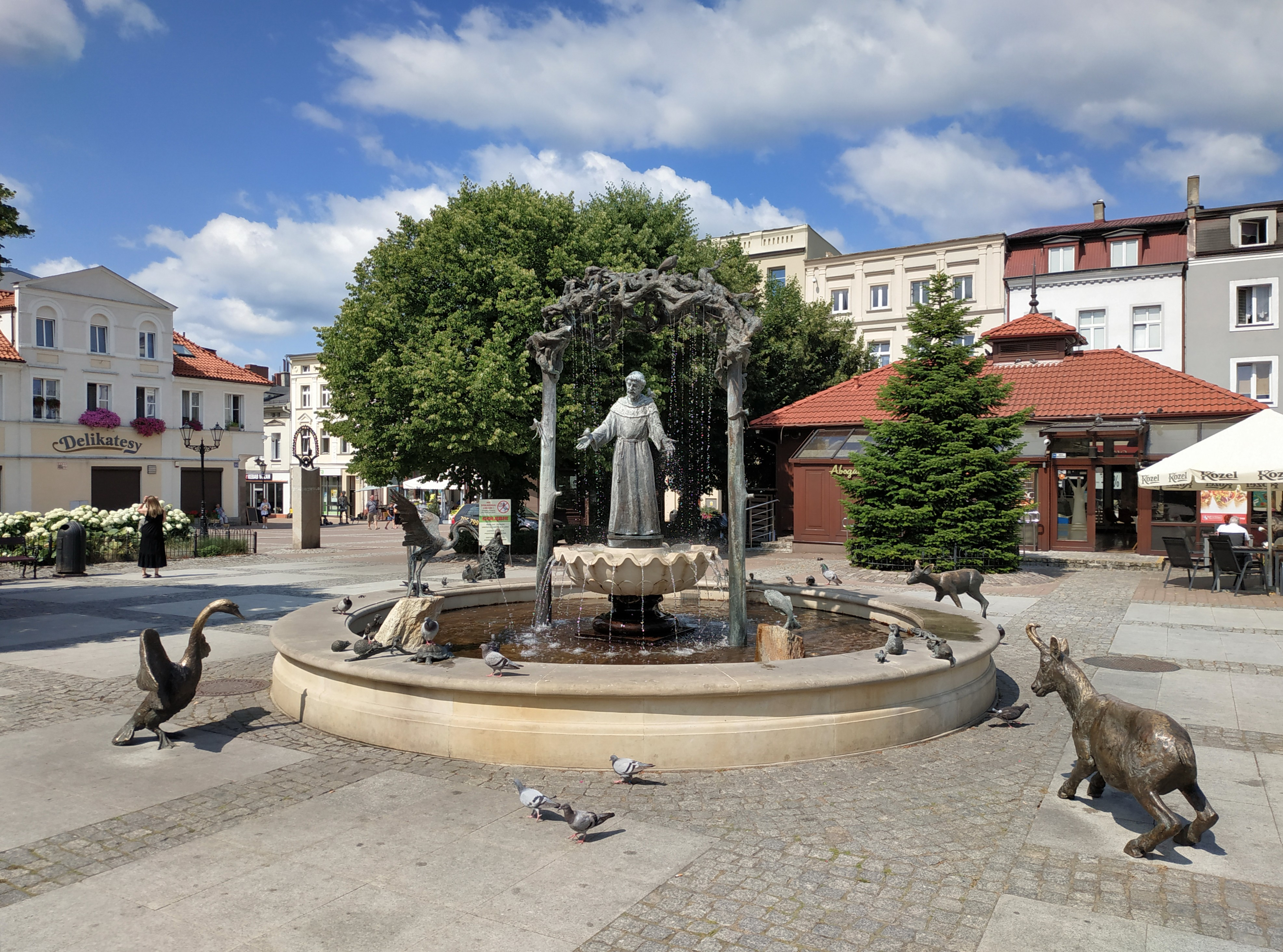
Wejherowo.
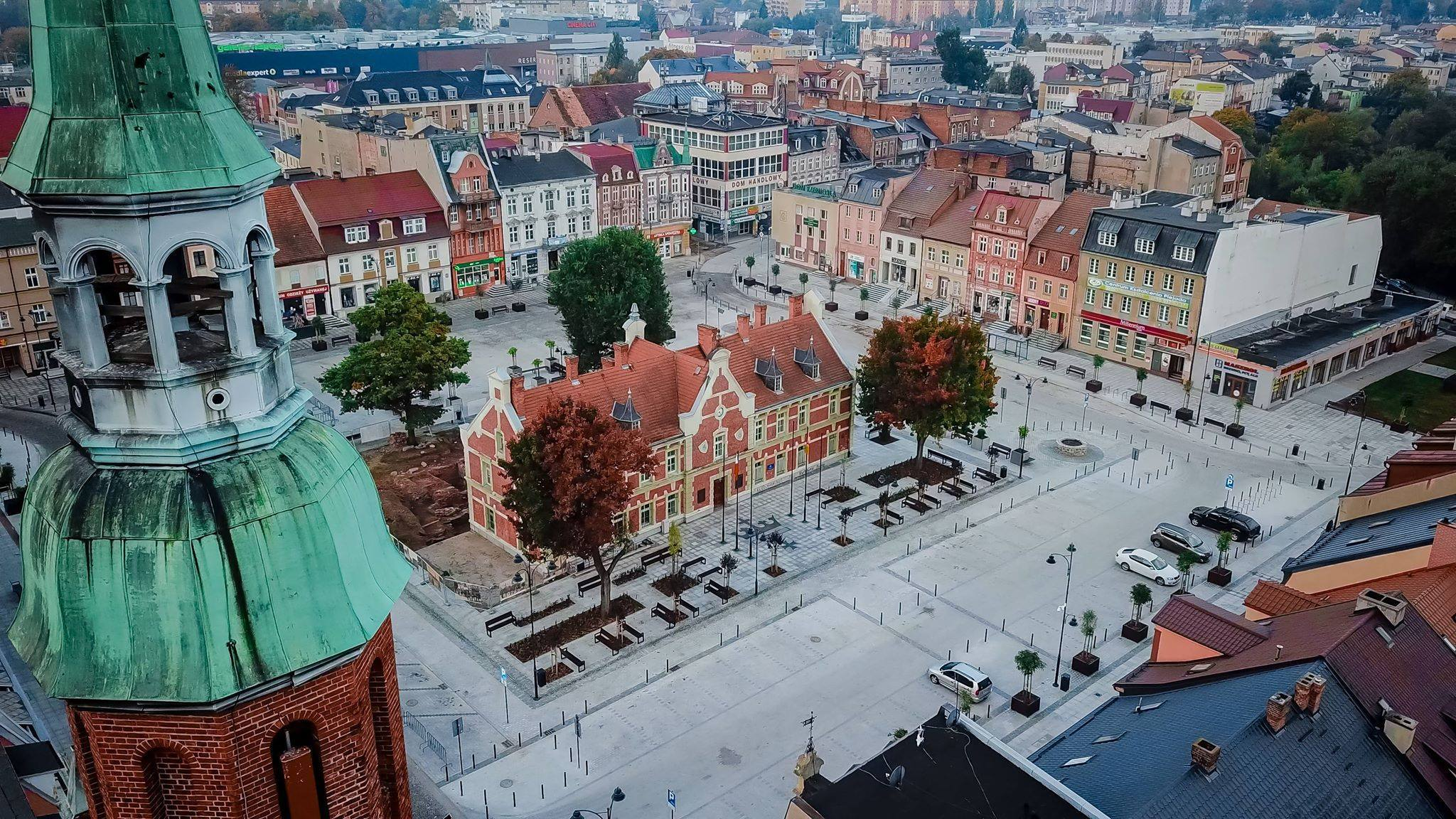
Starogard Gdański.
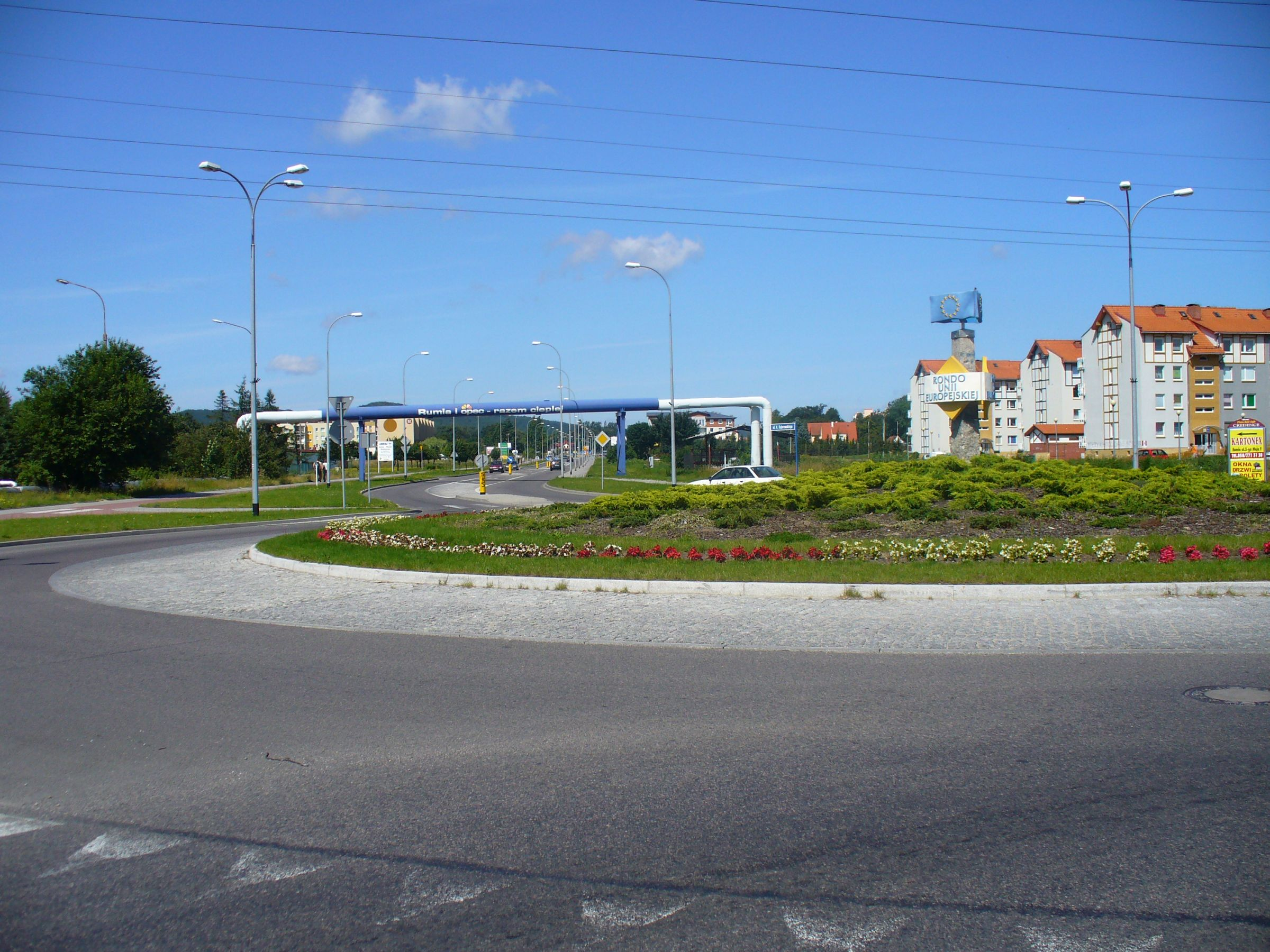
Rumia.
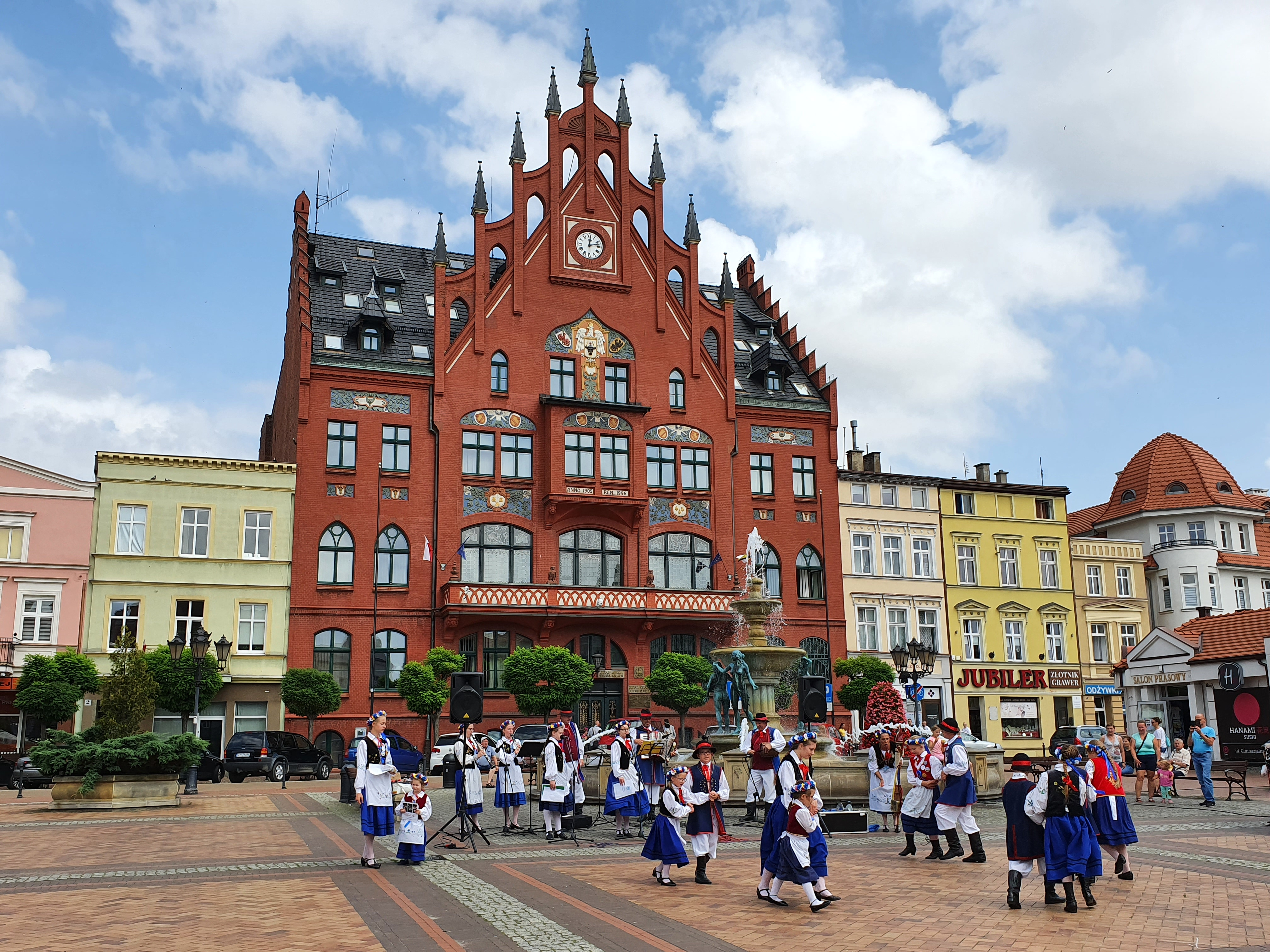
Chojnice.
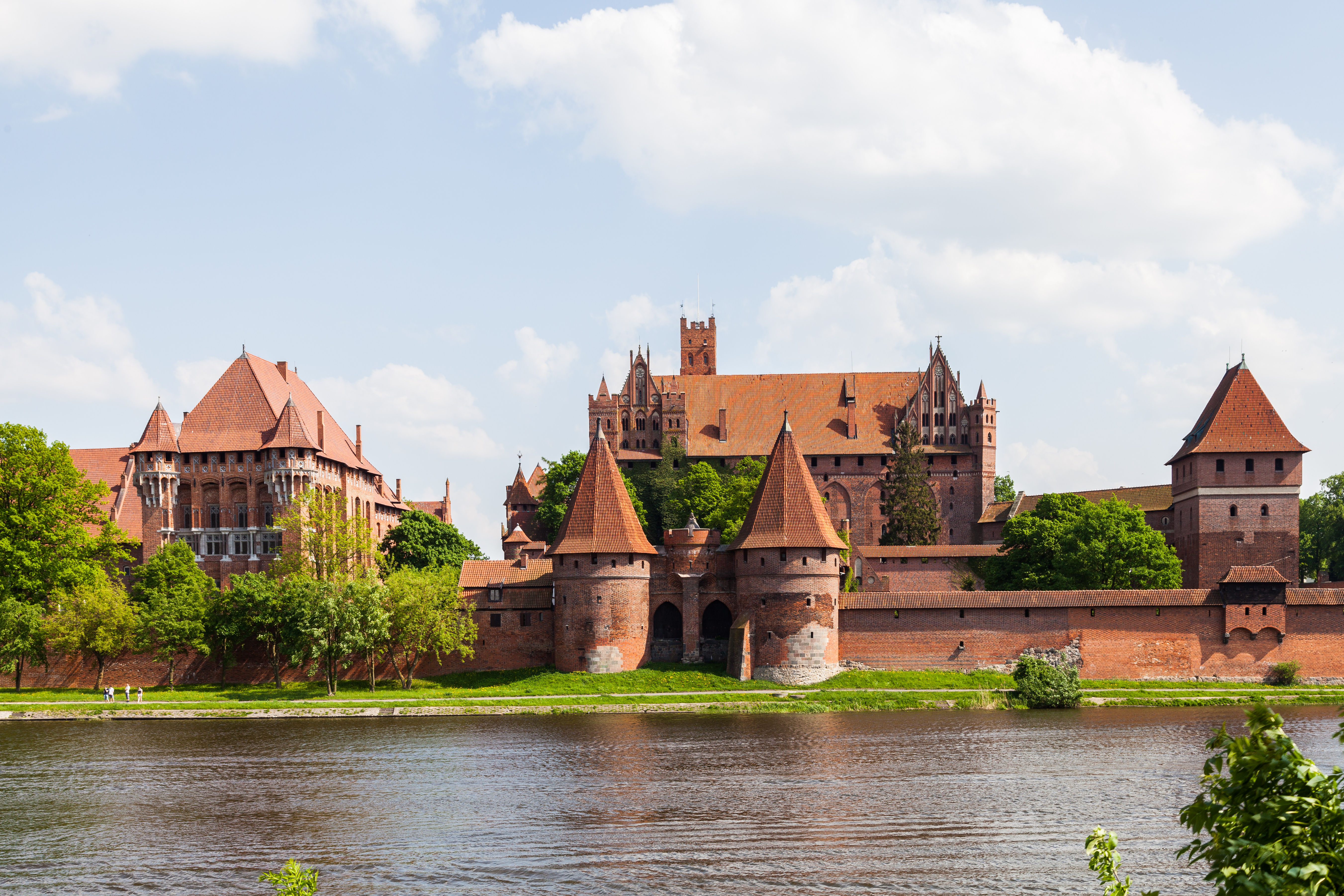
Malbork.
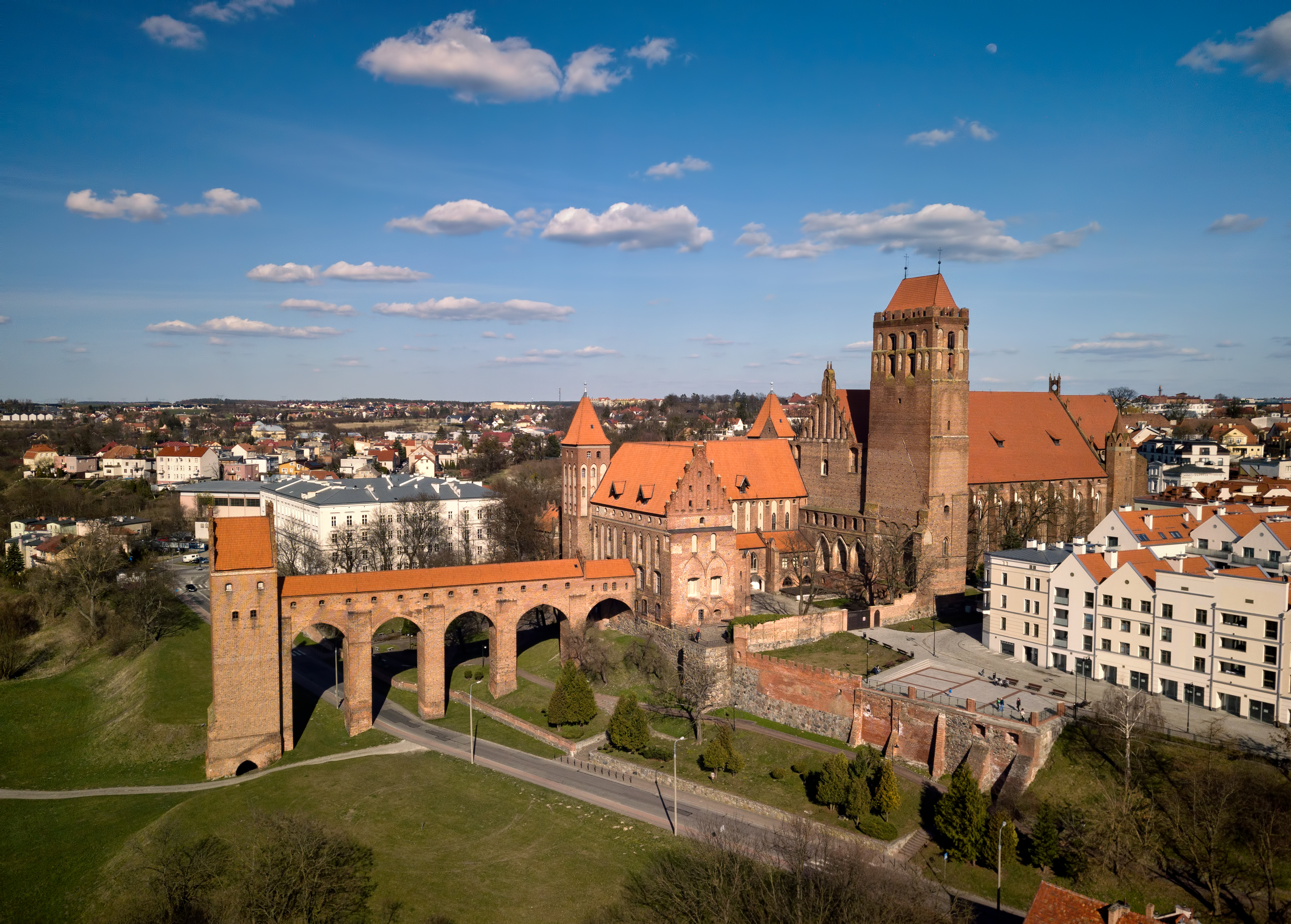
Kwidzyn.
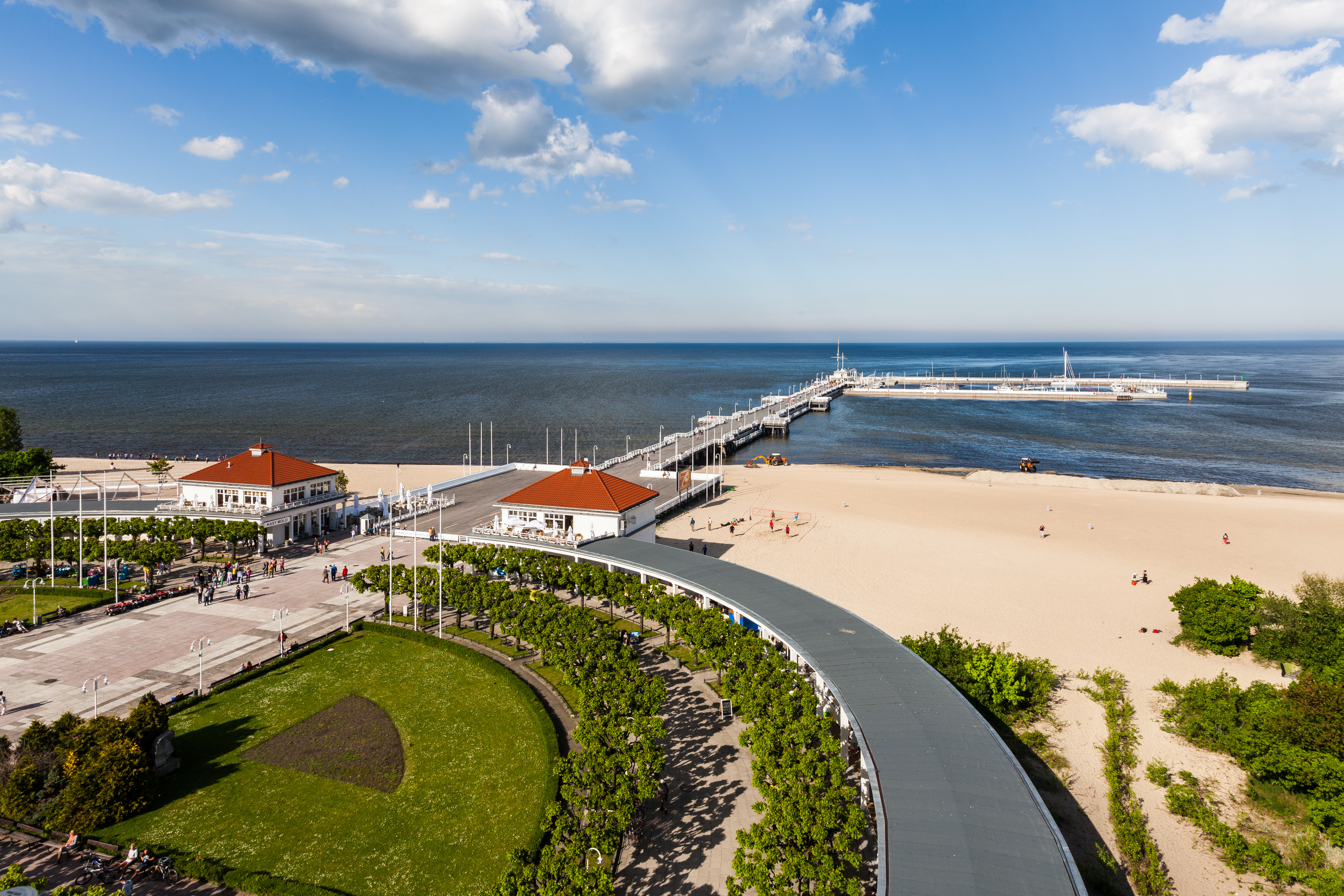
Sopot.
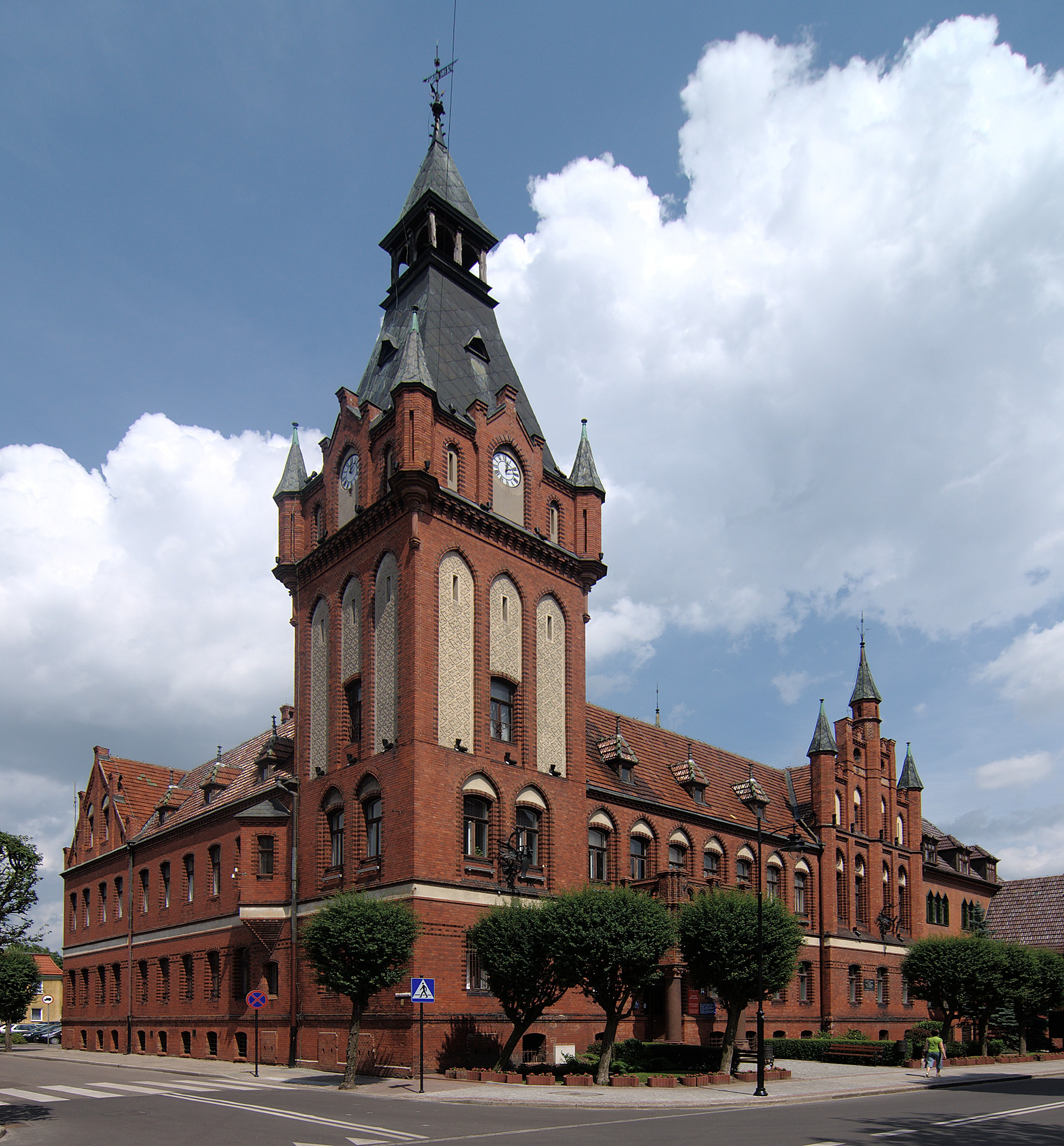
Lębork.